# 페르코피스과
페르코피스과(Percophidae)는 주걱치목에 속하는 물고기과의 하나이다. 농어목으로 분류하기도 한다. 대서양과 인도양의 열대와 아열대 수역, 태평양 남서부와 동남부에서 발견된다. 작은 물고기이며, 가장 큰 종인 페르코피스 브라실리엔시스(Percophis brasiliensis)는 약 50cm까지 자라지만 대부분은 20cm 정도이다. 일부 종은 상업적으로 어획된다. 실눈퉁이, 수염동미리 등을 포함하고 있다.

## 하위 속
- Acanthaphritis - 주걱치목 헤메로코이테스과로 분류, 수염동미리(A. barbata) 포함.
- Bembrops - 페르카목 꼬리점눈퉁이과로 분류.
- Chrionema - 페르카목 꼬리점눈퉁이과로 분류.
- Dactylopsaron - 주걱치목 헤메로코이테스과로 분류.
- Enigmapercis - 주걱치목 헤메로코이테스과로 분류.
- Hemerocoetes - 주걱치목 헤메로코이테스과로 분류.
- Matsubaraea - 주걱치목 헤메로코이테스과로 분류.
- 노랑띠눈퉁이속 (Osopsaron) - 주걱치목 헤메로코이테스과로 분류, 노랑띠눈퉁이{O. formosensis) 포함.
- Percophis - 주걱치목 브라질양태과의 유일속으로 분류.
- Pteropsaron - 주걱치목 헤메로코이테스과로 분류, 실눈퉁이(P. evolans) 포함.
- Squamicreedia - 주걱치목 헤메로코이테스과로 분류.